# Hydatoscia australis
Hydatoscia australis är en fjärilsart som beskrevs av Claude Herbulot 1983. Hydatoscia australis ingår i släktet Hydatoscia och familjen mätare. Inga underarter finns listade i Catalogue of Life.